# Café au lait folt
A café au lait foltok vagy tejeskávéfoltok barnás bőrelszíneződések, melyek elsősorban a bőrt és annak elemeit, továbbá az idegrendszert érintő betegségekben – például Recklinghausen-kór (neurofibromatózis) vagy a McCune-Albright-szindróma – szoktak megjelenni. Maguk a foltok diagnosztikus értékűek, de csak kozmetikai jelentőséggel bírnak. Általában ezeket nem kell és nem is lehet kezelni. Klinikailag sokkal nagyobb jelentőséggel bírnak az adott esetben ehhez társuló egyéb szervi eltérések. Ha egy pubertáskor előtt álló személy bőrén több mint 6 darab, 5 mm-nél nagyobb foltot találni (felnőtt személynél 15 mm-esnél), az neurofibromatózisra utalhat. A Recklinghausen-kór örökletes betegség, de új megjelenéssel is lehet számolni. A kor előrehaladtával a foltok száma és nagysága növekszik.
Egyéb betegségek, ahol tejeskávéfoltok fordulhatnak elő:
- Fanconi-anémia
- Sclerosis tuberosa (Pringle–Bourneville-kór)
- Russell-Silver-szindróma (aszimmetrikus törpeség-szindróma)
- Ataxia telangiectasia (Louis Bar-szindróma)
- Bloom-szindróma
- Gaucher-kór
- Chédiak-Higashi-szindróma
- Hunter-szindróma
- Goltz-Gorlin-szindróma
- Marfan-szindróma
- Ehlers-Danlos szindróma[2]
- Maffucci-szindróma
- McCune-Albright-szindróma
- Noonan-szindróma
- Peutz-Jeghers szindróma